# Schubotzia eduardiana
Schubotzia eduardiana – endemiczny gatunek ryby z rodziny pielęgnicowatych (Cichlidae). Jedyny przedstawiciel rodzaju Schubotzia.

## Występowanie
Przybrzeżna i przydenna strefa bardzo miękkich słodkowodnych wód śródlądowych w Ugandzie na obszarze zlewni Jeziora Edwarda i Jeziora Jerzego wraz z łączącym je 32 km. Kanałem Kazinga.
Dorastają do około 8 cm długości.